# Łysa Skałka

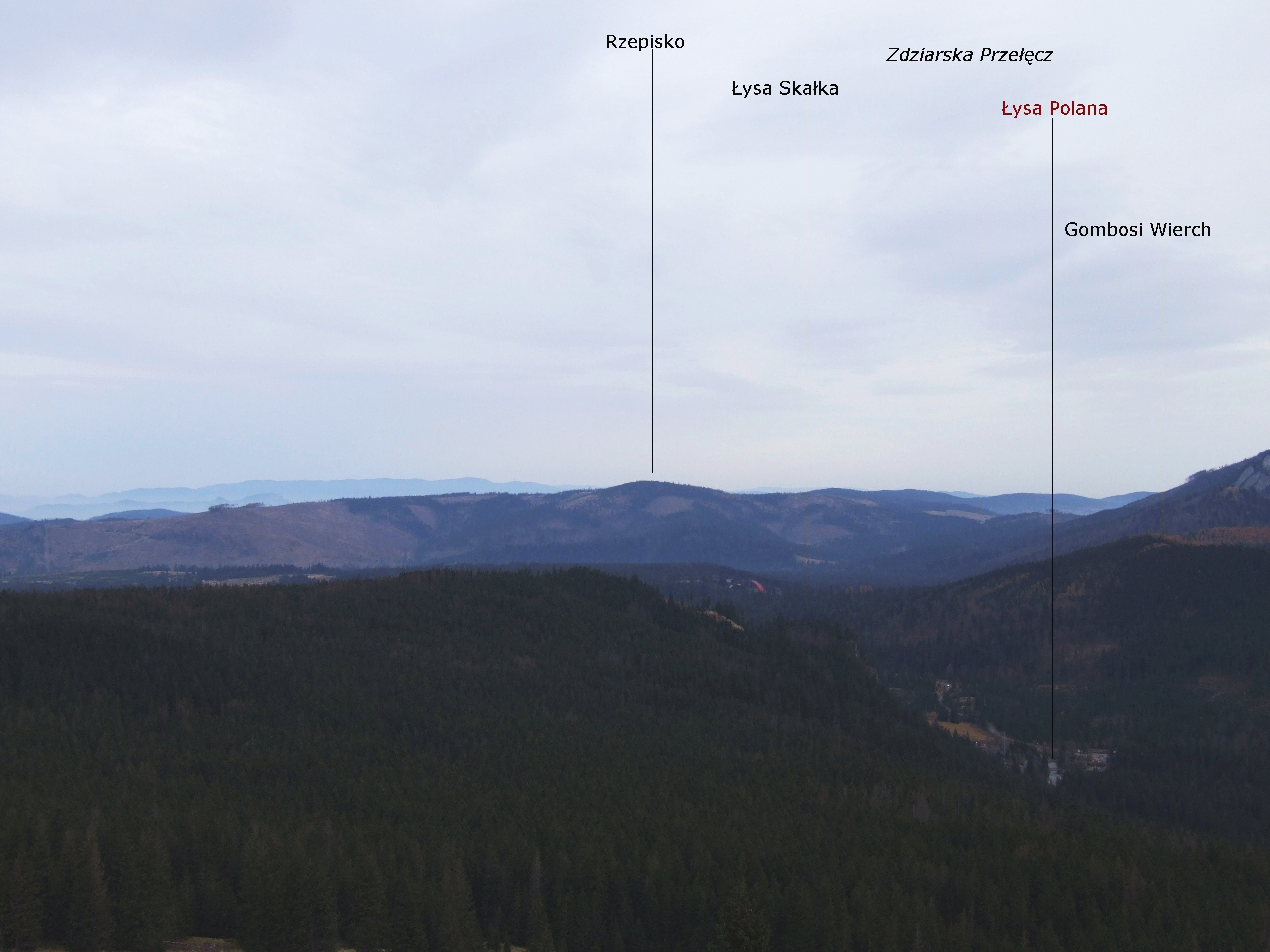
Widok z Rusinowej Polany

Łysa Skałka – urwista skała wznosząca się na wysokość 1129 m n.p.m. tuż po zachodniej stronie Łysej Polany w polskich Tatrach Wysokich, na wprost skrzyżowania polskiej Drogi Oswalda Balzera do Morskiego Oka ze słowacką Drogą Wolności. Jest najdalej na wschód wysuniętym wzniesieniem polskich Tatr. Porasta ją las z rzadkimi w Tatrach gatunkami drzew: klon jawor, cis pospolity i sosna pospolita.
Zbudowana jest z pochodzących ze środkowego triasu dolomitów, a wymodelowana została przez erozję w młodszym trzeciorzędzie i w czwartorzędzie. Rosnące na niej sosny to relikt glacjalny z holocenu (8000–6000 lat p.n.e.). Stwierdzono też występowanie bardzo rzadkich w Polsce gatunków roślin – irgi czarnej i dwulistnika muszego.